# Walnut (Iowa)
Pour les articles homonymes, voir Walnut.
Walnut est une ville du comté de Pottawattamie, en Iowa, aux États-Unis. Elle est incorporée le 2 octobre 1877.

## Source de la traduction
- (en) Cet article est partiellement ou en totalité issu de l’article de Wikipédia en anglais intitulé « Walnut, Iowa » (voir la liste des auteurs).